# Aborto en Turquía
El aborto inducido o interrupción voluntaria del embarazo es legal en Turquía desde 1983 hasta las 10 semanas de gestación –dos meses y medio- a petición de la mujer.

## Contexto legal

### Planificación familiar en la Constitución de la República de Turquía
La constitución de la República de Turquía reconoce en su artículo 41 –corregido el 17 de octubre de 2011- la igualdad de derechos entre los esposos, la especial protección de la madre y los hijos así como reconoce el derecho a la educación en la aplicación práctica de la planificación familiar.

### Legalización del aborto hasta los 10 semanas en Turquía en 1983
Hasta 1983 el aborto era legal en Turquía solamente para salvar la vida o la salud de la madre y en el caso de malformación del feto. (Código Penal de 1 de marzo de 1936; Ley Nº 557 de 1 de enero de 1965, y ordenanza de 12 de junio de 1967).
Durante la década de 1980 se produjo una alta y creciente incidencia del aborto inseguro en Turquía –con altas cifras de morbilidad y mortalidad de las mujeres embarazadas que practicaban el aborto inseguro-. Esta situación contribuyó decisivamente a la legalización del aborto a petición de la mujer dentro de las 10 semanas de gestación, mediante la promulgación de la Ley de Planificación de 24 de mayo de 1983 (Ley 2827, secciones 5 y 6, y Ordenanza N º 83/7395 de 14 de noviembre de 1983, con rango de ley).

## El aborto en Turquía

### Aborto en áreas rurales y urbanas
Los abortos tempranos tienen menos complicaciones que los abortos realizados al límite legal de las 10 semanas. En Turquía, los abortos más tempranos se realizan en su mayoría en áreas urbanas y los cercanos a los límites legales en el medio rural por lo que la práctica temprana está asociada con la educación.

### Incidencia del aborto en Turquía
Los datos 1993 indicaban una alta tasa de abortos por embarazo junto con un bajo porcentaje de mujeres que lo habían practicado. El porcentaje de la práctica del aborto aumentaba con la edad y con la supervivencia del número de hijos –aquellas mujeres que ya tienen hijos supervivientes-  por lo que también se asocia el aborto inducido con la edad, la educación de la mujer y el marido.  El 92% de los abortos se producen antes del segundo mes de gestación y solamente el 8% en los meses siguiente.

### Uso de contracepción y descenso de abortos en Turquía
En Turquía el uso de los métodos anticonceptivos y los servicios de planificación familiar es muy amplio en comparación con otros países.
La extensión en el uso de métodos anticonceptivos ha reducido la tasa de abortos desde los 4,5 abortos por 100 mujeres en 1988 a 2,4 abortos por 100 mujeres en 1998. La tasa de fertilidad bajó de 3.8 hijos por mujer en 1990-1995 a 2,5 in 1995-2000, y el tasa de crecimiento de la población bajó de 2.2 % a 1.7%. El aumento del uso de anticonceptivos resulta en una menor incidencia del aborto en los lugares donde la fecundidad es constante.

### Aborto con medicamentos
Como en otros países donde el aborto es legal durante un plazo desde la gestación, en Turquía aumenta el aborto con medicamentos frente al aborto quirúrgico. El protocolo mayoritariamente elegido, para el aborto con medicamentos y en embarazos de hasta 56 días, fue de mifepristona más misoprostol.

## Protestas públicas
En 2012, miles de personas protestaron públicamente contra el plan de ley antiaborto que tenía en mente el entonces primer ministro, Recep Tayyip Erdoğan. Un total de entre 3 y 4 mil manifestantes salieron a la calle para manifestarse en contra de la ley de Erdoğan. Las protestantes portaban pancartas con frases como "Mi cuerpo, mi elección" y "Soy una mujer, no una madre, no toques mi cuerpo".  El proverbio "mi cuerpo, mi elección" ha sido empleado en otros contextos sobre la autonomía corporal que no deben confundirse con la protesta de 2012.